# Ernst Moritz Arndt

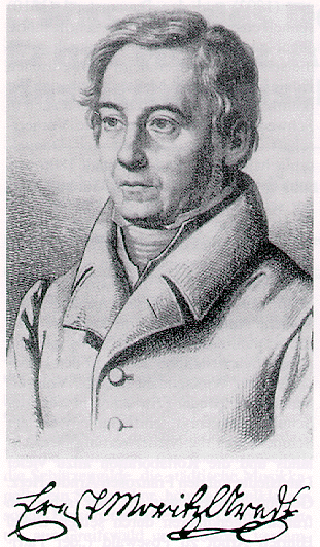
Ernst Moritz Arndt

Ernst Moritz Arndt (Rügen, 26 december 1769 – Bonn, 29 januari 1860) was een Duits schrijver, historicus en vrijheidsstrijder. Tijdens de napoleontische oorlogen spoorde hij het Duitse volk aan tot verzet tegen de Fransen. Nadien ijverde hij voor de eenmaking van Duitsland en zetelde hij als afgevaardigde in het Frankfurter Parlement.
Arndt  was professor geschiedenis aan de universiteit van Greifswald,  vanaf 1818 bekleedde hij dit ambt aan de Rheinische Friedrich-Wilhelms-Universität in Bonn. 
- Biblioteca Nacional de España: XX1197256
- Bibliothèque nationale de France: cb120588687 (data)
- Catàleg d'autoritats de noms i títols de Catalunya: 981058510915906706
- CiNii: DA0071489X
- Digitale Bibliotheek voor de Nederlandse Letteren: arnd001
- Gemeinsame Normdatei: 118504118
- International Standard Name Identifier: 0000 0001 2134 8573
- Library of Congress Control Number: n81076100
- Nationale Bibliotheek van Letland: 000046169
- MusicBrainz: 17744c0b-5831-4c03-99cb-8d4093c7c451
- Nationale Bibliotheek van Tsjechië: skuk0000047
- Nationale bibliotheek van Australië: 35763664
- Nationale Bibliotheek van Israël: 987007257840105171
- Nationale Bibliotheek van Polen: a0000001183722
- Nationale en Universitaire bibliotheek Zagreb: 000693798
- Nederlandse Thesaurus van Auteursnamen: 068378726
- Réseau des bibliothèques de Suisse occidentale: 02-A002939404
- Istituto Centrale per il Catalogo Unico: SBLV120961
- LIBRIS: 286803
- SNAC: w6dz15xr
- Système universitaire de documentation: 02883495X
- Trove: 1076458
- Virtual International Authority File: 59103999
- WorldCat: E39PBJw4D9x9VMWXpmGYTqKWXd